# Дроздовка (Крым)
Дроздо́вка (до 1948 года Табу́н-Адарги́н; укр. Дроздівка, крымскотат. Tabun Adarğın, Табун Адаргъын) — исчезнувшее село в Нижнегорском районе Республики Крым, располагавшееся на западе района, в степной части Крыма, примерно в 1,5 км к северо-западу от современного села Владиславовка.

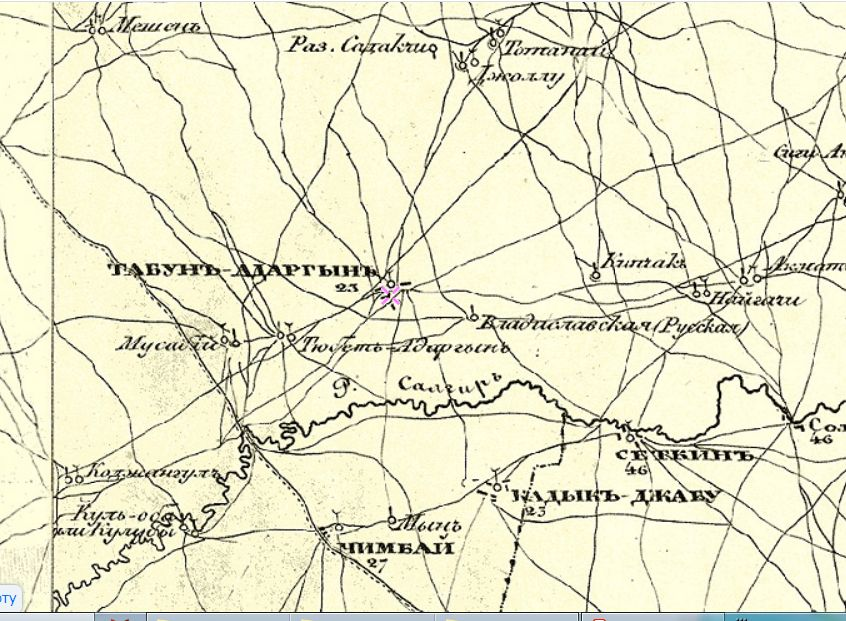
Табун-Адаргин на карте 1842 года

## История
Первое документальное упоминание села встречается в Камеральном Описании Крыма… 1784 года, судя по которому, в последний период Крымского ханства Тюбет Аргын входил в Насывский кадылык Карасъбазарскаго каймаканства. После присоединения Крыма к России (8) 19 апреля 1783 года, (8) 19 февраля 1784 года, именным указом Екатерины II сенату, на территории бывшего Крымского Ханства была образована Таврическая область и деревня была приписана к Перекопскому уезду. После Павловских реформ, с 1796 по 1802 год, входила в Перекопский уезд Новороссийской губернии. По новому административному делению, после создания 8 (20) октября 1802 года Таврической губернии, Табун-Адаргин был включён в состав Таганашминской волости Перекопского уезда.
Согласно Ведомости о всех селениях, в Перекопском уезде состоящих с показанием в которой волости сколько числом дворов и душ… от 21 октября 1805 года в деревне Табун-Адаргин в 14 дворах проживало 82 крымских татарина и 6 ясыров. На военно-топографической карте генерал-майора Мухина 1817 года Табун-Адаргин обозначен, как просто Адаргин, с 15 дворами. После реформы волостного деления 1829 года Табун Адаргин, согласно «Ведомости о казённых волостях Таврической губернии 1829 года», отнесли к Башкирицкой волости (переименованной из Таганашминской). На карте 1842 года в деревне Табун Адаргын обозначено 23 двора.
В 1860-х годах, после земской реформы Александра II, деревню приписали к Байгончекской волости. Согласно «Памятной книжке Таврической губернии за 1867 год», деревня Табун Адаргин была покинута жителями в 1860—1864 годах, в результате эмиграции крымских татар, особенно массовой после Крымской войны 1853—1856 годов, в Турцию и оставалась в развалинах. На карте Шуберта 1865 года Табун Адаргин ещё обозначен, но его уже нет на трёхвестовке 1876 года.
Вновь селение встречается в Статистическом справочникуе Таврической губернии. Ч.II-я. Статистический очерк, выпуск пятый Перекопский уезд, 1915 год, согласно которому в деревне Табун-Адаргин (вакуф) Тотанайской волости Перекопского уезда числилось 15 дворов (все дворы безземельные) с татарским населением в количестве 78 человек только «посторонних» жителей, из которых 38 мужчин и 40 женщин. Жители землёй не владели, на вакуфе числилось 180 десятин земли. В хозяйствах имелось 62 лошади, 2 вола, 31 корова и 30 голов мелкого скота.
После установления в Крыму Советской власти, по постановлению Крымревкома от 8 января 1921 года № 206 «Об изменении административных границ» была упразднена волостная система, Перекопский уезд переименовали в Джанкойский, в составе которого был создан Джанкойский район. В 1922 году уезды преобразовали в округа. 11 октября 1923 года, согласно постановлению ВЦИК, в административное деление Крымской АССР были внесены изменения, в результате которых округа были отменены и Джанкойский район стал основной административной единицей и село включили в его состав. Согласно Списку населённых пунктов Крымской АССР по Всесоюзной переписи 17 декабря 1926 года, в селе Табун-Адаргин, Владиславского сельсовета Джанкойского района, числилось 20 дворов, все крестьянские, население составляло 99 человек, из них 94 татарина и 5 русских, действовала татарская школа. Постановлением Президиума КрымЦИКа «Об образовании новой административной территориальной сети Крымской АССР» от 26 января 1935 года был создан Колайский район и село, с населением на 1931 год 310 человек включили в его состав. Видимо, в ходе той же реорганизации был упразднён сельсовет, поскольку на 1940 год он уже не существовал. По данным всесоюзной переписи населения 1939 года в селе проживало 196 человек.
В 1944 году, после освобождения Крыма от фашистов, согласно постановлению ГКО № 5859 от 11 мая 1944 года, 18 мая крымские татары были депортированы в Среднюю Азию. 12 августа 1944 года было принято постановление № ГОКО-6372с «О переселении колхозников в районы Крыма» и в сентябре 1944 года в Азовский район Крыма приехали первые новоселы (162 семьи) из Житомирской области, а в начале 1950-х годов последовала вторая волна переселенцев из различных областей Украины. С 25 июня 1946 года Табун-Адаргин в составе Крымской области РСФСР. Указом Президиума Верховного Совета РСФСР от 18 мая 1948 года, Табун-Адаргин переименовали в Дроздовку. 26 апреля 1954 года Крымская область была передана из состава РСФСР в состав УССР. Ликвидировано до 1960 года, поскольку в «Справочнике административно-территориального деления Крымской области на 15 июня 1960 года» селение уже не значилосьв период с 1954 по 1968 год, как село Новогригорьевского сельсовета).

### Динамика численности населения
- 1805 год — 88 чел.[10]
- 1915 год — 0/78 чел.[18][36]
- 1926 год — 99 чел.[22]
- 1939 год — 196 чел.[27]